# 코레아노사우루스 (조각류)
코리아노사우루스 보성엔시스(라틴어: Koreanosaurus boseongensis)는 2010년 명명된 대한민국에서 발견된 공룡이다. 2003년 5월 한국공룡연구센터 발굴단이 전라남도 보성군 득량면 비봉리 비봉공룡알화석지에서 처음 일부가 발견되었다. 실물 크기는 대략 2.4m이며, 아랫 다리뼈와 대퇴골 길이 비율이 비슷해 주로 사족 보행으로 활동하다가, 때에 따라 두 발로도 이동이 가능하였을 것으로 추정된다.